# Faustova simfonija (Liszt)
Franz Liszt: simfonija »Faust«.
Zgodba o Faustu, Marjetici in Mefistu je bila kot ukrojena za pianista in skladatelja Franza Liszta (1811– 1886). Leta 1848 je prenehal javno nastopati in se je ustalil v Weimarju kot dirigent, v tem obdobju pa je tudi začel ustvarjati simfonična dela: v letih med 1848 in 1854, ko je nastala simfonija Faust, je napisal več simfoničnih pesnitev, med njimi mojstrovine kot so Preludiji in Mazeppa. Liszt v Weimarju skoraj ni mogel uiti Goethejevemu duhu. Zadnji motiv za dokončno izdelavo sicer že po 1840 začetega simfoničnega dela mu je dal Hector Berlioz, ki mu je v Weimar poslal partituro svojega Faustovega pogubljenja s posvetílom. Glavnino simfonije je Liszt napisal v septembru in oktobru 1854. Prvo izvedbo je skladatelj sam dirigiral leta 1855 v Weimarju v prisotnosti Wagnerja in Berlioza. 
Simfonija, ki velja za vrunec Lisztovega simfoničnega ustvarjanja, je sestavljena iz treh stavkov; vsak od njih je posvečen enemu od junakov pesnitve. Prvi stavek, Faust, postavlja Liszta med najbolj drzne inovatorje glasbe 19. stoletja. V skladu z estetiko programske glasbe različne teme simbolizirajo različne plati Faustove osebnosti, od želje po spoznanju, do ljubezenske zamaknjenosti, ponosa in dramatične akcije. Prva tema, ki predstavlja dvome razmišljajočega Fausta, vsebuje vseh 12 tonov. Tonalni plan celotnega stavka je zgrajen na zvečanem trozvoku as – c – E. Akord razdeli oktavo na tri enake dele in ob hitrem menjavanju molovskih in durovskih tonalitet daje občutek izgubljanja tonalnosti, ki naznanja glasbo zgodnjega 20. stoletja. Ni naključje, da je Arnold Schoenberg v Ozarjeni noči prevzel citat iz Faustove simfonije.
Drugi stavek Gretchen, Marjetica, je izraz Lisztovega romantičnega odnosa do žensk (skladatelj je bil velik občudovalec nežnega spola). Samo Marjetico predstavlja dvogovor med oboo in violo, pri čemer simbolizira oboa dekličino nedolžnost, kontrapunkt v violi pa njeno vznemirjenje ob prvi ljubezni. Stavek je zgrajen v pesemski obliki A-B-A in je zgleden primer komorne orkestracije. 
Tretji stavek simfonije predstavlja Mefistofelesa. Zanikujočega duha je Liszt opisal s pomočjo preproste, a genialne ideje: odrekel mu je lastno glasbo. Mefistofeles lahko le spači Faustovo glasbo. Nad Marjetico nima moči, zato lahko njena glasba izzveni nespremenjena. Faustova tematika pa je podvržena vsem mogočim diaboličnim obratom in spremembam. Simfonija se je v prvi verziji končala z Mefistovim porazom. Leta 1857 je Liszt dodal uglasbitev znamenitih verzov o rešilni moči večno-ženskega, ki končujejo Goehejevo mojstrovino.